# De Peoene
De Peoene (La Pivoine) était une des chambres de rhétorique malinoises.  La chambre avait pour devise In principio erat verbum (« Au commencement était la Parole » ; attestée pour la période 1561-1620).  Son saint patron était Jean l'Évangéliste.  La chambre comptait parmi ses membres des artistes tels que Michiel Coxcie, Hendrick Fayd'herbe et Hans Vredeman de Vries.  La chambre fut reconstituée en 1858 et continue à exister sous la forme d'un théâtre contemporain.

## Bref historique

### XVesiècle
Les Compagnons de la pivoine (« gesellen van der Pyonen ») apparaissent pour la première fois dans les comptes de la ville de 1471-1472 pour avoir contribué à la fête de l'Épiphanie en 1472.  Van Autenboer croit pouvoir déduire, à partir d'un certain nombre de données, que la chambre avait été créée en 1471.  Le 16 mars 1472, quelques personnes achetèrent une maison au profit de la compagnie ou confrérie des rhétoriciens néerlandais, appelée la Compagnie de la pivoine, érigée à Malines.
La chambre participa au concours du landjuweel à Louvain en 1478, était sans doute présente à la réunion à Malines en 1493 et participa probablement à l'organisation de celle-ci (dans les comptes de la ville ne sont citées que les compagnies venant d'en dehors de Malines).
Le 25 mars 1494, Philippe le Beau et son entourage assistèrent à la représentation par De Peoene, au marché de Malines, d'un jeu des Sept Douleurs.  Le chanoine Hendrik Maes, mentionné dans la liste des membres de la Peoene comme « excellent facteur » (c'est-à-dire comme dramaturge ou poète en titre) était l'auteur du jeu.  Selon le rapport de Jan van Coudenberge, le public raffolait du spectacle.  Les gens pleuraient sur le sort de la Vierge ; personne ne devenait désagréable ou agressif - pas même le jeune Philippe - et personne ne désirait que le jeu finît.  L'enthousiasme était tel que Philippe et les autres spectateurs allèrent jusqu'à supplier que la représentation fût reprise.  Lorsque cela se produisit quelques jours plus tard, la ruée fut énorme.
De Peoene prit part au landjuweel d'Anvers en 1496.

### XVIesiècle
Au XVIe siècle, De Peoene, en tant que chambre brabançonne, prit part au cycle des landjuwelen de Brabant. De Peoene participa au landjuweel de Herentals en 1510 et organisa le landjuweel de 1515.  Elle participa au landjuweel de Louvain en 1518, à celui de Diest en 1521 et à celui de Bruxelles en 1532.  Elle organisa le landjuweel de 1535 et participa à celui d'Anvers en 1561, ainsi qu'au concours organisé par De Corenbloem à Bruxelles en 1562.  Bien qu'ayant perdu ses privilèges en 1572, la chambre resta active.
En octobre 1585, les chambres de rhétorique devaient mettre un terme à leurs activités et, peu après, De Peoene devait vendre une maison qu'elle possédait au Grand Marché.  En 1593, les chambres De Peoene et De Lisbloem introduisirent une requête auprès du Conseil privé pour demander de pouvoir reprendre leurs activités.  Dans la demande, elles se référaient à une ordonnance d'octobre 1585, interdisant toute activité rhétoricienne à Malines.  La demande fut transmise au Grand Conseil, qui alla consulter le vicariat de Malines.  Celui-ci souligna que non seulement les activités publiques des chambres de rhétorique comportaient un risque, mais aussi celles, à l'intérieur, difficiles à contrôler.   Après l'avis négatif du Grand Conseil, la demande fut rejetée.

### XVIIesiècle
Toutefois, en 1617, la chambre fut refondée par les archiducs Albert et Isabelle, sous la condition qu'elle soumît aux censeurs officiels de livres une copie collationnée de chaque pièce à représenter et de chaque texte à réciter,.
En 1620, la chambre organisa un concours auquel participèrent des chambres des Pays-Bas espagnols et des Provinces-Unies.  L'organisateur du concours était Johannes Thieuillier, doyen de la chambre De Peoene et orfèvre anversois, qui avait été un des « personnages », ou acteurs, de la chambre De Violieren.  En 1621 sortit le livre commémoratif du concours, qui devait contribuer à la renommée et à l'honneur des villes de la région et des poètes individuels en particulier.  Cet ouvrage, illustré d'images d'armoiries et intitulé De schadt-kiste der philosophen ende poëten (Le Trésor des philosophes et des poètes), était assez coûteux et avait été révisé avant la publication par le censeur, qui se plaignait du fait que tant d'auteurs préféraient les philosophes aux Docteurs de l'Église, alors que ces écrivains païens ne devaient être cités que dans la mesure où ils ne contredisaient pas la foi véridique catholique et romaine car, pour le reste, leurs errances étaient sans intérêt.
À l'occasion du jubilé des neuf cents ans de saint Rombaut en 1680, De Peoene s'occupa des spectacles dramatiques, qui comprenaient une tragi-comédie (Bly-eyndende-treur-spel) sur sa vie et ses miracles, une pièce de Philippus Claudius Basuel, prêtre, organiste et membre de la chambre.
De l'année 1688 date Tooneel der ongebreidelde liefde (Tableau – ou théâtre - de l'amour débridé) de Joannes Elincx, considéré non seulement comme une pièce habilement versifiée, mais aussi comme remarquable dans la mesure où chaque ligne forme le chronogramme 1688 et parce que son auteur employa plus de 1 200 vers chronographiques.  En outre, le dramaturge réussit à éviter toutes les expressions indignes et ignobles.

### XVIIIesiècle
Au XVIIIe siècle, Adrianus Swartsen écrivit une tragi-comédie notable : Adallus Coninck van Tracien, publiée en 1728.
En 1731, les membres de la chambre, bénéficiant de dispenses de service aux milices bourgeoises, furent obligés de participer, armés, au cortège devant accompagner le duc de Lorraine lors de sa visite à l'archevêque.  Les privilèges de la chambre ainsi violés, le nombre de rhétoriciens diminua progressivement,.  Dans de telles circonstances, et d'autres encore, la direction de De Peoene se vit contrainte d'être moins sélective dans l'acceptation des membres, qui pouvaient dorénavant être toutes sortes de personnes de conduite irréprochable
Comme d'autres chambres de rhétorique, De Peoene se vit forcée de monter des opéras pour mettre fin au déclin progressif.  Entre 1773 et 1783 eurent lieu une quinzaine de représentations de six divertissements théâtraux distincts, dans le genre du Singspiel.  Dans cette dernière année, la chambre choisit un nouveau facteur : Neyts, qui, après l'effondrement de sa compagnie, s'était établi à Malines comme journaliste et commerçant.  La chambre se rebaptisa Nieuwe nederduitsche opera (Nouvel opéra néerlandais), un nom choisi d'après celui de la première compagnie théâtrale de Neyts.  Neyts exerça sa fonction seulement sept mois et pour en tout douze spectacles. 
La chambre, déjà moribonde, fut abolie en 1795, après  l'annexion des Belgiques à la France.

### XIXesiècle
Le 18 février 1858, la chambre fut reconstituée sous le nom de guilde de Saint-Jean.  Celle-ci s'installa à l'auberge à l'enseigne de la Licorne (Den Eenhoorn), où fut dévoilé, le 31 janvier 1861, son blason, peint par Willem Geets.  En 1862 fut publié un historique bien documenté de la chambre.

### XXesiècle
Après la fusion du Taalzucht (Le Soupir linguistique) et de la Morgenster (L'Étoile du Matin), la chambre de rhétorique souveraine et suprême De Fonteyne de Gand leur accorda, en 1966, le droit de porter de nouveau le nom de l'ancienne chambre comme Aloude Rederijkerskamer De Peoene.  En 1981, De Peoene décida de créer un théâtre de 49 places.  Sous le nom Theater d'Hanekeef, De Peoene trouva un abri dans le café du même nom dans la Keizerstraat à Malines.  Après neuf ans, De Peoene s'établit dans la Lange Schipstraat, où elle disposait de plus de place pour recevoir les spectateurs et de plus d'espace de stockage pour les décors et les accessoires.  Ce théâtre se présente sur le site web du Cultuurraad Mechelen (Conseil culturel de Malines) : chaque saison, il produit quatre pièces, chacune jouée environ douze fois.  Les metteurs en scène proviennent le plus souvent du circuit professionnel.

### Quelques membres
- Frans de Costere (? – 1579)[23]
- Michiel Coxcie[24] (1499 - 1592)
- Joannes Elincx (vers 1660 – ?)
- Hendrik Fayd'herbe (1574 – 1629)
- Philips Ghysemans (? (XVIe siècle) – ?)
- Peter Gijseleers – Thijs (? (XVIIe siècle) – ?)
- Willem de Gortter (1585 – vers 1637 – 1656)
- Francois Guldepoort (? (XVIe siècle) – ?)[23]
- Romein de Hooge (vers 1645/1646 – 1708)[25]
- Jacob Neyts (1727 – 1794)
- Jan Thieuillier (? (XVIIe siècle) – ?)
- Hans Vredeman de Vries (1527 – 1606)[23]

### Sources
- (nl) Anne-Laure van Bruane, Le répertoire numérique des chambres de rhétorique des Pays-Bas méridionaux et de la principauté de Liège (1400-1650), www.dbnl.org, 2004 (lire en ligne)
- (nl) Anne-Laure van Bruane, Om beters wille : rederijkerskamers en de stedelijke cultuur in de Zuidelijke Nederlanden (1400-1650), Amsterdam, Amsterdam University Press, 2008, 376 p. (ISBN 978-90-5356-561-2, lire en ligne)
- (nl) Anne-Laure van Bruane, « Sociabiliteit en competitie - de sociaal-institutionele ontwikkeling van de rederijkerskamers in de Zuidelijke Nederlanden (1400-1650) », dans Bart A. M. Ramakers, Conformisten en rebellen : Rederijkerscultuur in de Nederlanden (1400-1650), Amsterdam, Amsterdam University Press, 2003 (ISBN 90-5356-618-X, lire en ligne), p. 59
- (nl) Guillielmus Judocus Joannes van Melckebeke, Geschiedkundige aenteekeningen rakende de Sint-Jans-Gilde, bygenaemd De Peoene, onder zinspreuk : In principio erat verbum, H. Dierickx-Beke, 1862 (réimpr. 3 septembre 2008) (lire en ligne).
- (nl) Theater De Peoene vzw aloude rederijkerskamer, [En ligne], réf. du 2 juin 2014.  [www.peoene.be].
- (nl) « Theater De Peoene », Cultuurraad Mechelen, [En ligne], réf. du 16 juillet 2014.  [www.cultuurraadmechelen.be] (Stedelijke adviesraad voor cultuur ou Conseil municipal de la culture).
- (nl) Hermina Jantina Vieu-Kuik et Jos Smeyers, Geschiedenis van de letterkunde der Nederlanden. Deel 6, Anvers / Amsterdam, Standaard Uitgeverij, 1975, 343 p. (lire en ligne)
- (nl) Jan te Winkel, De ontwikkelingsgang der Nederlandsche letterkunde, IV : geschiedenis der Nederlandsche letterkunde van de Republiek der Vereenigde Nederlanden (2), Haarlem, Les héritiers F. Bohn, 1924, 2e éd., p. 40.

#### Sur la littérature néerlandaise
- Littérature néerlandaise.

#### Sur les chambres de rhétorique
- Chambre de rhétorique ;
- Landjuweel.

#### Quelques chambres de rhétorique
- La chambre de rhétorique De Avonturiers (Warneton) ;
- La chambre de rhétorique De Baptisten (Bergues) ;
- La chambre de rhétorique Het Bloemken Jesse (Middelbourg) ;
- La chambre de rhétorique Den Boeck (Bruxelles) ;
- La chambre de rhétorique De Corenbloem (Bruxelles) ;
- Eerste Nederduytsche Academie (Amsterdam) ;
- La chambre de rhétorique De Egelantier (Amsterdam) ;
- La chambre de rhétorique De Fonteine (Gand) ;
- La chambre de rhétorique De Gheltshende (Bailleul) ;
- La chambre de rhétorique De Lelie (Bruxelles) ;
- La chambre de rhétorique 't Mariacransken (Bruxelles) ;
- La chambre de rhétorique De Olijftak (Anvers) ;
- La chambre de rhétorique De Ontsluiters van Vreugde (Steenvoorde) ;
- La chambre de rhétorique De Persetreders (Hondschoote) ;
- La chambre de rhétorique De Royaerts (Bergues) ;
- La chambre de rhétorique Sainte-Anne (Enghien) ;
- La chambre de rhétorique Saint-Michel (Dunkerque) ;
- La chambre de rhétorique De Violette (Bruxelles) ;
- La chambre de rhétorique De Violieren (Anvers) ;
- La chambre de rhétorique De Witte Angieren (Haarlem).